# Jens J. Kirsch
Jens Joachim Kirsch (* 5. April 1939 in Hannover; † 17. Januar 2025 in Mannheim) war ein deutscher Chirurg, Kulturpolitiker und Kunstsammler in Mannheim.

## Leben und Wirken
Jens Joachim Kirsch wurde in Hannover als einziger Sohn und ältestes von drei Kindern des Arztes Joachim Kirsch (* 1907 in Chemnitz) und der seit 1937 mit diesem verheiraten Ursula Kirsch, geborene Günther, geboren. Nach dem Abitur (Gymnasium Walsrode/Niedersachsen) studierte Jens Kirsch Medizin und Betriebswirtschaft an den Universitäten Erlangen, Kiel, Hamburg, Wien, Berlin, Heidelberg und Mannheim mit Staatsexamen und Promotion 1965 an der Universität Heidelberg. Er war verheiratet und Vater von fünf Kindern.

### Beruf
Nach mehrjähriger chirurgischer Weiterbildung trat er 1971 in die Fa. Boehringer Mannheim ein und war dort bis 1976 als Wissenschaftlicher Marketingleiter tätig. Mit einer Spezialausbildung als Enddarm-Chirurg in London gründete er 1980 das End- und Dickdarm-Zentrum (EDZ) Mannheim und baute es zu einer der führenden Spezialinstitutionen Europas aus. Aus seinem berufspolitischen Engagement wirkte er von 1992 bis 2004 als 1. Vorsitzender des Berufsverband der Coloproktologen Deutschlands (BCD), gründete 2006 die Europäische Gesellschaft für Coloproktologie (ESCP) und war bis 2009 deren Chairman of Trustees. Zum Abschluss seiner beruflichen Tätigkeit stiftete er 2003 den jährlichen Jens J. Kirsch-Preis der Deutschen Gesellschaft für Koloproktologie, die er 1990 mitbegründet hatte. 2004 wurde er im Rahmen des 30. Deutschen Koloproktologen-Kongresses zum Ehrenvorsitzenden des BCD ernannt.

### Politik
Im Jahr 1979 trat Jens J. Kirsch der CDU bei und war seit 1991 Mitglied des Kreisvorstandes Mannheim. Von 1994 bis 2019 gehörte er dem Gemeinderat der Stadt Mannheim an und engagierte sich im Krankenhaus- und Gesundheitswesen, in der Kultur in Mannheim und in Mittelstandsfragen. Er war kulturpolitischer Sprecher seiner Fraktion und Ansprechpartner für die Bürger des Stadtteils Oststadt/Schwetzingerstadt. Er war Mitglied des Aufsichtsrates des Universitätsklinikum Mannheim und des Verwaltungsrates der Heinrich-Lanz-Stiftung.
Im November 2019 wurde Kirsch von der Stadt Mannheim für seine ehrenamtliche Arbeit im Mannheimer Gemeinderat die Ratsmedaille in Gold (wird vergeben für mindestens fünf volle Amtszeiten) verliehen.

### Kultur
Kirsch war Mitglied kultureller Vereine in Mannheim. Zusammen mit seiner Frau Barbara begründete er 2012 die gemeinnützige Stiftung „Sammlung Kirsch“, die heute eine Privatsammlung von Werken des Jugendstilkünstlers Hans Christiansen umfasst. Mit mehr als 80 Gemälden und Graphiken, allen 64 Druckgraphiken für die Zeitschrift „Jugend“, sowie Plakaten und Postkarten gilt sie heute nach eigenen Angaben „[...] als umfangreichste Privatsammlung von Hans Christiansens Bildwerken.“ Die Stiftung „Sammlung Kirsch“ wurde 2018 Mitglied des Bundesverbands Deutscher Stiftungen.

## Veröffentlichungen (Auswahl)

### Monographien
- Hämorrhoiden oder der kranke Enddarm.,  perimed-Fachbuch-Verlagsgesellschaft, Erlangen 1983, ISBN 978-3-88429-084-2
- mit Martin Nagel: Proktologie in der Praxis., perimed-Fachbuch-Verlagsgesellschaft, Erlangen 1985, ISBN 978-3-88429-085-9
- mit Alexander Herold: Operative Differentialtherapie des Hämorrhoidalleidens. In: Deutsche Gesellschaft für Chirurgie (Hrsg.): Panta Rhei — Umdenken. 118. Kongress der Deutschen Gesellschaft für Chirurgie 1.-5. Mai 2001, München. Springer-Verlag Berlin Heidelberg 2001, ISBN 978-3-540-42694-3 S. 315–318.
- mit Bernhard Strittmatter: Proktologie für Praxis und Klinik., Barth, Heidelberg 1997, ISBN 978-3335003892
- mit Freya Reinhard: Hämorriden und der kranke Enddarm: ein Ratgeber., Kohlhammer, Stuttgart 2003, ISBN 978-3-17-017587-7
- Was kann ich gegen Hämorrhoiden und andere Enddarm Leiden tun?, Plantorgan, Bad Zwischenahn

### Artikel
- mit Thorolf Hager, Gerd Pommer und Jörn Lill: Versorgung von Enddarm- und Dickdarm-Patienten gestern, heute und morgen. In: Coloproctology. Bd. 21, Nr. 6, 1999, ISSN 0174-2442, S. 293–311.
- Proktologie heute – ihre Position in Europa.  In: Coloproctology. Bd. 21, Nr. 1, 1999, ISSN 0174-2442, S. 293–311.
- mit Alexander Herold: Pain after stapled haemorrhoidectomy.  In: The Lancet. Bd. 356, Nr. 9248, 2000, ISSN 0140-6736, S. 2187.
- mit Günther Staude und Alexander Herold: Hämorrhoidektomien nach Longo und Milligan-Morgan. In: Der Chirurg. Bd. 72, Nr. 2, 2001, ISSN 0009-4722, S. 180–185.
- mit Alexander Herold, Günther Staude et al.: Multizentrische Erfahrungen mit der Stapler-Hämorrhoidenoperation. In: Coloproctology. Bd. 23, Nr. 1, 2001, ISSN 0174-2442, S. 2–7.
- mit Alexander Herold: Komplikationen nach Stapler-Hämorrhoidektomie Ergebnisse einer Umfrage in Deutschland. In: Coloproctology. Bd. 23, Nr. 1, 2001, ISSN 0174-2442, S. 8–16.
- Die konservative Hämorrhoidenbehandlung. In: Wiener Medizinische Wochenschrift. Bd. 154, Nr. 3–4, 2004, ISSN 0043-5341, S. 50–55.
- Koloproktologie in Europa – Struktur und Weiterbildung. In: Coloproctology. Bd. 27, Nr. 6, 2005, ISSN 0174-2442, S. 348–352.
- Europäische Koloproktologie – Vergangenheit und Zukunft. In: Coloproctology. Bd. 28, Nr. 1, 2006, ISSN 0174-2442, S. 21–25.
- Proktologie heute – ihre Position in Europa.  In: Coloproctology. Bd. 30, Nr. 1, 2008, ISSN 0174-2442, S. 29–32.